# هرم سقارة الجنوبي
هرم سقارة الجنوبي (يسمى أيضًا الهرم غير المكتمل في جنوب سقارة  ليبسيوس السادس والأربعون ؛  SAK S 6) هو هرم مصري تم بناؤه خلال الأسرة الثالثة عشر في جنوب سقارة، وتشتهر بوجود هيبوجيوم أكثر تفصيلاً منذ أواخر أهرامات الأسرة الثانية عشر. ظل المبنى غير مكتمل ولا يزال غير معروف أي من الملوك المصريين يملكه لأنه لم يتم العثور على نقش مناسب.

## مجمع الهرم

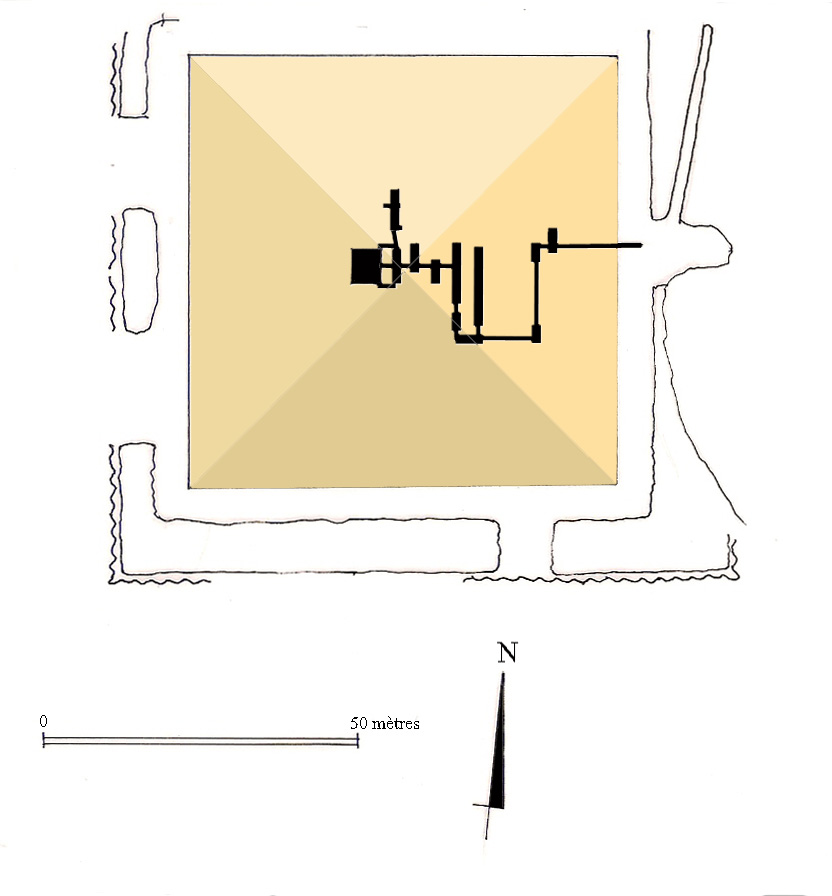
مخطط المجمع

وهو تقع جنوب غرب هرم خنجر. أعيد اكتشاف الهرم في رحلة 1910-1911 بواسطة إرنست ماكاي وفلندرز بيتري؛ في 1929-1930 أجرى جوستاف جيكير استكشافًا مفصلاً لمجمع الهرم. يتكون المجمع من هيبوجيوم، وهيكل فوقي بدأ بالكاد وجدار مغلق متموج؛ لم يتم العثور على الهياكل الفرعية الأخرى المتوقعة، مثل هرم العبادة، المعبد الجنائزي، وما إلى ذلك.
من اللافت للنظر، اكتشاف اثنين من حجارة الغلاف غير منقوشين من مصنوعان الجرانيت الأسود داخل الموقع، ويبدو أنهما أحضرا هناك مبكرًا جدًا مقارنة بالبنية الفوقية غير المكتملة.
يبدو أن الهرم قد تم التخطيط له ليكون أكبر قليلاً من البناء الفعلي: تم تصميم القاعدة لتكون مربعًا من 78.75 م (258.4 قدم) لكل جانب، بجوار 52.5 م (172 قدم) قاعدة هرم خنجر. تم استخدام طوب الحجر الجيري الناعم من طرة في جدران الهايبوجيوم. تم استخدام نفس المادة أيضًا لأساسات البنية الفوقية غير المكتملة، والتي كان خندقها 1.8 م (5.9 قدم) عميقًا و 5.5 م (18 قدم) عرضًا. تم الحفاظ على الجدار الفريد من نوعه الجيبي بشكل جيد نسبيًا. تم صنعه من الطوب اللبن وهو 0.65 م (2.1 قدم) سميكًا مع أساسات 1 م (3.3 قدم) عميقًا. في الزوايا الأربع للهرم تم العثور على عدد قليل من الأشياء التي تنتمي إلى رواسب التأسيس، ولكن لا يحمل أي من المكتشفات أي اسم.

## الهيبوجيوم

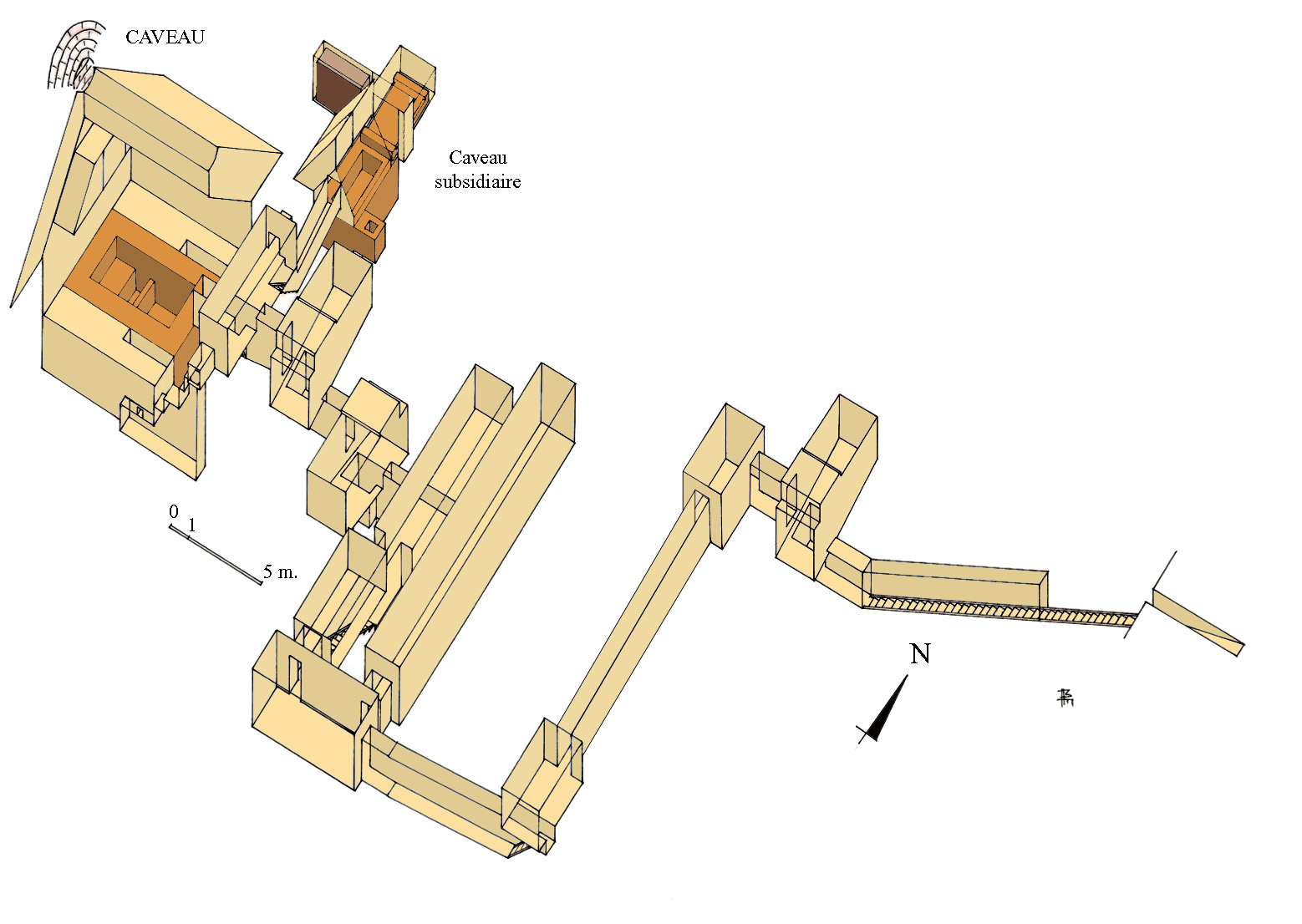
عرض متساوي القياس للهيبوجيوم

الهيبوجيوم ملحوظ لحجمه وتعقيده، وهو الأكبر والأكثر تفصيلاً من بين جميع الأهرامات المعروفة التي يرجع تاريخها إلى أواخر الأسرات الثانية عشر والثالثة عشر. يغير الممر الاتجاهات والمستوى عدة مرات، وكان من المخطط أن يحتوي على أربعة أبواب، أكثر من أي هرم آخر من تلك الفترة.

### المدخل
مدخل الهرم على الجانب الشرقي. يمر سلم نازل طويل عبر الكوة حيث كان من المقرر وضع أول باب. يستدير الممر يسارًا ويستمر ثم يستدير لليمين، متجهاً الغرب مرة أخرى.
عند هذه النقطة يفتح ممران على الجانب الأيمن من الممر: الممر الأول هو المدخل إلى رواق تخزين طويل؛ الممر الثاني عبارة عن درج ينزل مرة أخرى من المستوى ويتجه يسارًا (يواجه الغرب). يستمر الممر غربًا من خلال البابين الثاني (على اليسار) والثالث (على اليمين)، وكل منهما يتضمن تغييرًا في المستوى بدون درج، وأخيراً الوصول إلى الشوكة الأخيرة، وهي رواق يؤدي إلى التابوت الحجري الغرف. غرفة التابوت الأكبر أمامها مباشرة (اغربًا)، وغرفة التابوت الأصغر إلى اليمين (شمالًا).

### غرفتان تابوتان
تقع حجرة التابوت الرئيسية، بسقفها المقلوب على شكل حرف V، مباشرة مقابل مدخل رواق الشوكة، إلى الغرب. إنها الأكبر من الحجرتين، وتحتوي على كتلة كوارتزيت متجانسة 150 طنًا (330.000 رطل) بها تجويف كبير منحوت في وسطها لتحتوي على تابوت ومكان لصدر كانوبي، وكلاهما غير مستخدم: من الواضح أنه لا يوجد صندوق كانوبي ولا صندوق كانوبي تم وضع التابوت في الحجرة الكبيرة.
يقع مدخل حجرة التابوت الثانية الأصغر على الجانب الشمالي من رواق الشوكة، وهو مقسم إلى جزأين منفصلين. الغرض من الغرفة غير واضح: ربما كان المقصود منها هو الملكة، أو الملك كا، الشقيق المشارك للملك، أو ربما مجرد غرفة دفن مزيفة تهدف إلى إرباك لصوص القبور. تم تصميم جزأين من حجرة التابوت الثانية بحيث يفصل بينهما باب رابع وآخر باب، لا يزالان مفتوحين. من الغريب الحصول على ترتيب «غرفة الانتظار» ومبادلة التابوت الحجري: يتم إدخال قبو التابوت قبل ما يمكن أن يكون عادةً «غرفة الانتظار»، والتي تمسك بغطاء التابوت وكان من المفترض أن يتم إغلاقها بواسطة شكل الجدار بواسطة باب منزلق، مرة واحدة في مكانه. هذا التصميم الغريب أيضًا غير مفسر، وربما يعكس سببًا غير معروف للدين أو التقاليد.

### نهب
تم تصميم الهايوجيوم ليكون منيعًا فعليًا للنهبين من قبل العديد من الوسائل المتطورة، مثل تغيير الاتجاه، وتغييرات المستوى، والأبواب المخبأة تحت الرصيف، والسقف، والجدران الجانبية، وأربعة بوابات، وربما غرفة دفن شرك (إذا كان بالفعل تم تصميم غرفة التابوت الثانية لتكون غرفة زائفة، كما هو مقترح أعلاه).
على الرغم من الاحتياطات، تمكن اللصوص من شق طريقهم إلى غرف الدفن فقط ليجدوها فارغة. هناك مؤشرات على أن الهرم قد تم انتهاكه لأول مرة في العصور القديمة وعلى الأقل مرة أخرى بعد ذلك بكثير. كان الإدخال الثاني على الأرجح في عهد الخليفة العباسي المأمون (القرن التاسع الميلادي) الذي دخل الهرم الأكبر. تمكن جوستاف جيكير من الوصول إلى الغرف عبر الممر ونفق اللصوص.

## الإسناد
يشترك المجمع في العديد من أوجه التشابه مع المجمعات الأخرى، مثل هرم خنجر وهرم مزغونة الشمالي وهرم أمني كيماو بدرجة أقل (بشكل رئيسي في وجود تابوت ثان). ومع ذلك، لا تقدم أي من الأشياء التي تم استردادها من المجمع اسم مالكها، على الرغم من العثور على ملصقات إدارة البناء التي تشير إلى السنوات الملكية من 3 إلى 5. وهناك نقش مجزأ تم العثور عليه داخل الهرم يقرأ «وسر خا...» التي قد تشير إلى اسم حورس الذهبي وسر خا للملك دجييوتي، مما يشير إلى أنه يمكن أن يكون صاحب الهرم.
بالنظر إلى حجم وتعقيد ونوعية أجزاء مختلفة من الهايوجيوم، جادل راينر ستاديلمان بأن المالك كان يجب أن يكون ملك مهم (أو على الأقل طموحًا) عند مقارنته بمعايير تلك الفترة.
اقترح جيكير أن الهرم ينتمي إلى سلف أو خليفة مقرب من خنجر مثل وجاف أو سمنخكير إميريميشو. استبعد ريهولت وجاف بسبب فترة حكمه القصيرة جدًا مقارنة بسنوات الحكم على ملصقات البناء، واقترح بدلاً من ذلك سمنخكير إميريميشو. أو خليفته انتف الخامس كمالكين محتملين. اقترح لاندوا-ماكورماك أن غرفتي التابوت ربما كانتا ملكين لشقيقين من ملوك الأسرة الثالثة عشر، مثل الملكين الأثرياء نسبيًا نفر حتب الأول وسوبك حتب الرابع.